# Myopites boghariensis
Myopites boghariensis är en tvåvingeart som beskrevs av Seguy 1934. Myopites boghariensis ingår i släktet Myopites och familjen borrflugor. Inga underarter finns listade i Catalogue of Life.